# Eka (Indie)
Eka – organizacja indyjskiego ruchu chłopskiego, o charakterze antyfeudalnym i antybrytyjskim.
Nazwa ruchu pochodziła od słowa ekakaro (jednoczcie się). Od 1920 roku Eka działała w okręgach Hardoi, Lakhnau i Raebareli, domagając się zmniejszenia ciężarów, zniesienia danin i darmowej pracy na rzecz feudałów. W swoim programie Eka, żądała m.in.: likwidacji darmowej pracy na rzecz feudałów, bezpłatnego wypasania bydła na pastwiskach leśnych i bezpłatnego korzystania z wody ze stawów. Gdy wśród chłopów wzrosły nastroje antybrytyjskie, Anglicy stłumili ruch chłopski przy użyciu sił policyjnych oraz wojska.